# Сагдуллаев, Шамансур Шахсаидович
Шамансур Шахсаидович Сагдуллаев  — узбекский учёный. Доктор технических наук, профессор Института химии растительных веществ им. академика С. Ю. Юнусова АН РУз, член Сената Олий Мажлис от города Ташкент. Лауреат Государственной премии Республики Узбекистан первой степени в области науки и техники (2007)

## Труды
Автор научной литературы (ХИМИЧЕСКИЙ СОСТАВ И БИОЛОГИЧЕСКАЯ АКТИВНОСТЬ МЕТАБОЛИТОВ РАСТЕНИЙ РОДА ALHAGI (ОБЗОР))